# Le Choix des armes
Le Choix des armes is een Franse film van Alain Corneau die werd uitgebracht in 1981.
Deze film is de laatste van de drie misdaadfilms die Yves Montand onder regie van Corneau draaide. De eerste twee waren Police Python 357 (1976) en La menace (1977). 

## Verhaal
Mickey en Serge, twee gangsters, zijn uit de gevangenis ontsnapt. Mickey heeft tijdens hun ontsnapping twee politieagenten neergeschoten. Bij hun eerste schuiladres loopt het ook al grondig fout: ze lopen er in een valstrik waarbij Serge heel ernstig verwond raakt. Mickey kan een van hun belagers neerschieten.
Daarop besluiten ze aan te kloppen bij Noël Durieux, een ex-misdadiger die nu samen met zijn jongere vrouw Nicole een paardenfokkerij uitbaat. Ze mogen zich verschuilen op Noëls landgoed. Even later sterft Serge aan zijn verwondingen. Daarop vraagt Mickey geld aan Noël en verdwijnt voor enkele dagen met diens wagen.
Bij zijn terugkeer ziet hij dat Noëls huis door twee politiemensen, commissaris Bonnardot en inspecteur Sarlat, doorzocht wordt. Hij denkt dat Noël hem verraden heeft.

## Rolverdeling
| Acteur              | Personage                         |
| ------------------- | --------------------------------- |
| Yves Montand        | Noël Durieux                      |
| Gérard Depardieu    | Mickey                            |
| Catherine Deneuve   | Nicole Durieux, de vrouw van Noël |
| Michel Galabru      | commissaris Bonnardot             |
| Gérard Lanvin       | inspecteur Sarlat                 |
| Christian Marquand  | Jean                              |
| Jean-Claude Dauphin | Ricky                             |
| Richard Anconina    | Danny                             |
| Étienne Chicot      | Roland Davout                     |
| Jean Rougerie       | Raymond Constantini               |
| Roland Blanche      | Fernand                           |
| Pierre Forget       | Serge Olivier                     |